# M. S. Subbulakshmi

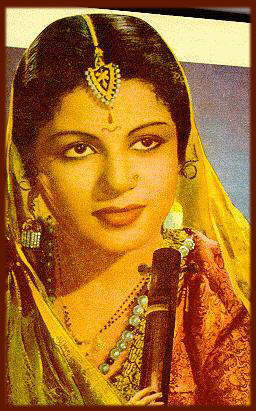
M. S. Subbulakshmi (1944)

M. S. Subbulakshmi (Madurai Shanmukhavadivu Subbulakshmi; Tamilisch: மதுரை சண்முகவடிவு சுப்புலட்சுமி, Maturai Caṇmukavaṭivu Cuppulaṭcmi; * 16. September 1916 in Madurai, Tamil Nadu; † 11. Dezember 2004 in Chennai, Tamil Nadu) war eine bedeutende indische Sängerin karnatischer Musik. Sie gehört mit D. K. Pattammal und M. L. Vasanthakumari zu den drei wichtigsten Vokalinterpreten dieser Musik im 20. Jahrhundert.

## Leben
Aus einer musikalischen Familie stammend begann Subbulakshmi ihre Gesangskarriere früh. Mit 17 Jahren hatte sie ihr Debüt an der Madras Music Academy. Später war sie auch als Schauspielerin bekannt, darunter in der Titelrolle in Ellis R. Dungans Meera (1945).
Als Kulturbotschafterin ihres Landes reiste sie durch die Welt und trat in den bedeutendsten Konzertsälen auf. Sie war verheiratet.
Zu den glühenden Verehrern ihrer Musik gehörten Mahatma Gandhi und Jawaharlal Nehru sowie die Musiker Lata Mangeshkar, Bade Ghulam Ali Khan, Kishori Amonkar. Nach dem Tod ihres Mannes im Jahre 1997 trat sie nicht mehr öffentlich auf.

## Auszeichnungen
Sie erhielt zahlreiche Auszeichnungen. Zu den wichtigsten gehören:
- 1954 Padma Bhushan
- 1956 Sangeet Natak Akademi Award
- 1968 Sangeetha Kalanidhi (erhielt diesen Titel als erste Frau)
- 1974 Ramon-Magsaysay-Preis
- 1975 Padma Vibhushan
- 1988 Kalidasa Sanman
- 1990 Indira Gandhi Award for National Integration
- 1998 Bharat Ratna (erhielt diesen höchsten Staatspreis als erster Musiker überhaupt)